# Amadeus I av Spanien
Amadeus I av Spanien (spanska: Amadeo I de España; italienska: Amedeo I di Spagna), född 30 maj 1845 i Turin i Sardinien, död 18 januari 1890 i Turin i Italien, var italiensk prins, hertig av Aosta och även kung av Spanien från 1870 till 1873. Amadeus valdes av Cortes till spansk kung 1870. Han kom till Spanien, men lyckades inte vinna fotfäste där och abdikerade 1873.

## Biografi
Prins Amadeus av Savojen föddes 30 maj 1845 i Turin. Han var tredje barnet och andre son till Maria Adelheid och Viktor Emanuel II, kung av Piemonte, Savojen, Sardinien och senare det samlade riket Italiens förste kung.
Amadeus deltog i krigen mot kejsardömet Österrike 1859 och 1866. Han gifte sig 1867 med prinsessan Maria Victoria al Pozzo och förste sonen föddes 1869. År 1870 fick Amadeus möjlighet att bestiga Spaniens tron.

### Kung av Spanien
Efter den spanska revolutionen avsattes Isabella II och den nya Cortes bestämde att återinsätta monarkin under en ny dynasti. Hertigen av Aosta valdes till kung som Amadeus I den 16 november 1870. Han landsteg i Cartagena den 30 december 1870. Samma dag mördades hans främsta stöd, general Juan Prim. Amadeus svor att upprätthålla den nya konstitutionen i Madrid den 2 januari 1871.
Efter det fick Amadeus handskas med svåra situationer som den instabila spanska politiken, republikanska konspirationer, carlistiska uppror, separatism på Kuba, partibråk och mordförsök. Hans korta regering var strängt konstitutionell och utmärktes av täta ministerskiften.
Han kunde bara räkna med stöd från det progressiva partiet. De progressiva delades i två läger, monarkister och konstitutionalister, vilket gjorde instabiliteten ännu värre och 1872 blev det ett våldsamt bråk inom partiet. Det var carlistiska uppror i de baskiska och katalanska regionerna och efter det republikanska uppror i flera städer i hela landet. Artillerikåren i armén gick i strejk och regeringen beordrade kungen att disciplinera dem.[källa behövs]
Med möjligheten att regera utan något folkligt stöd gav Amadeus en motorder mot artilleriet och abdikerade omedelbart från den spanska tronen den 11 februari 1873. Klockan tio samma kväll utropades republiken i Spanien och Amadeus gjorde ett framträdande inför Cortes där han förklarade att det spanska folket var omöjligt att regera.[källa behövs]

### Efter abdikationen
Den före detta kungen lämnade Spanien över landgränsen till Portugal och därifrån återvände han till Italien där han återtog titeln hertig av Aosta. Amadeus avled i Turin i Italien den 18 januari 1890.

## Familj
Amadeus tillhörde furstehuset Savojen. Han fick den ärftliga titeln hertig av Aosta samma år som han föddes. Han grundade grenen Aosta av det italienska kungliga huset Savojen, vilken är yngre agnatiskt härstammande än den gren som kung Umberto I grundade, den som regerade fram till 1946, men var äldre än den numera utslocknade grenen Savojen-Genua.[källa behövs]

## Giftermål
Amadeo var gift två gånger och fick fyra barn.
Den 30 maj 1867 gifte sig Amadeus med Donna Maria Vittoria dal Pozzo, prinsessa della Cisterna (f. 9 augusti 1847 - d. 8 november 1876). Kungen var till en början mot bröllopet eftersom han tyckte att bruden inte hade tillräckligt fin rang. Dessutom hoppades han på ett gifte med en tysk prinsessa. Trots hennes prinsesstitel tillhörde hon inte någon kungafamilj utan tillhörde snarare adeln från Piemonte. Hon var dock enda arvinge till sin faders enorma förmögenhet, som de senare hertigarna av Aosta ärvde och gjorde dem oberoende av apanaget och underhållet från Italiens kung.[källa behövs]
Maria Vittorias mor, grevinnan Louise de Mérode, barnbarn till prinsen av Rubempré och prinsessan van Grimberghe, tillhörde en av Belgiens förnämsta adelsätter, och gifte sig med Principe della Cisterna 1846 i ett dubbelbröllop med sin yngre syster Antoinette, som gifte sig med Charles III regerande furste av Monaco.[källa behövs]
Amadeus och Maria Vittoria fick tre barn:
- Emmanuel Filiberto av Aosta, (1869-1931)
- Victor Emanuel, greve av Turin (1870-1946)
- Prins Ludvig Amadeus, Hertig av Abruzzerna (1873- Jowhar, Somalia 1933)

Efter att hans första hustru dött gifte han om sig 1888 med sin franska systerdotter prinsessan Marie Laetitia Bonaparte (1866-1926). De fick ett barn:
- Umberto, greve av Salemi (1889-1918).

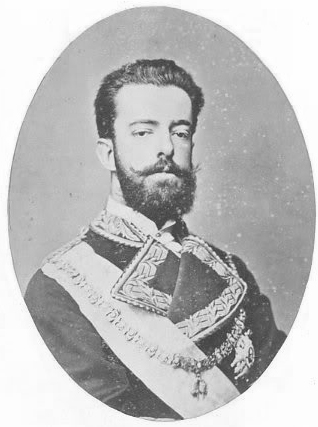
Amadeus I av Spanien
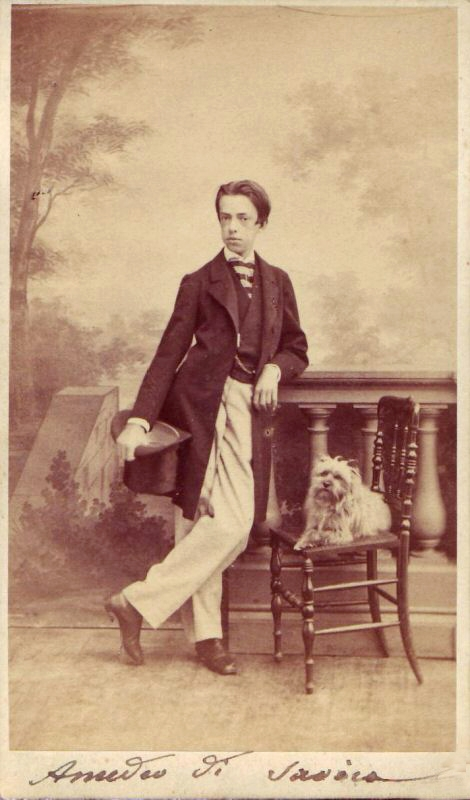
Prins Amadeus cirka 1865.
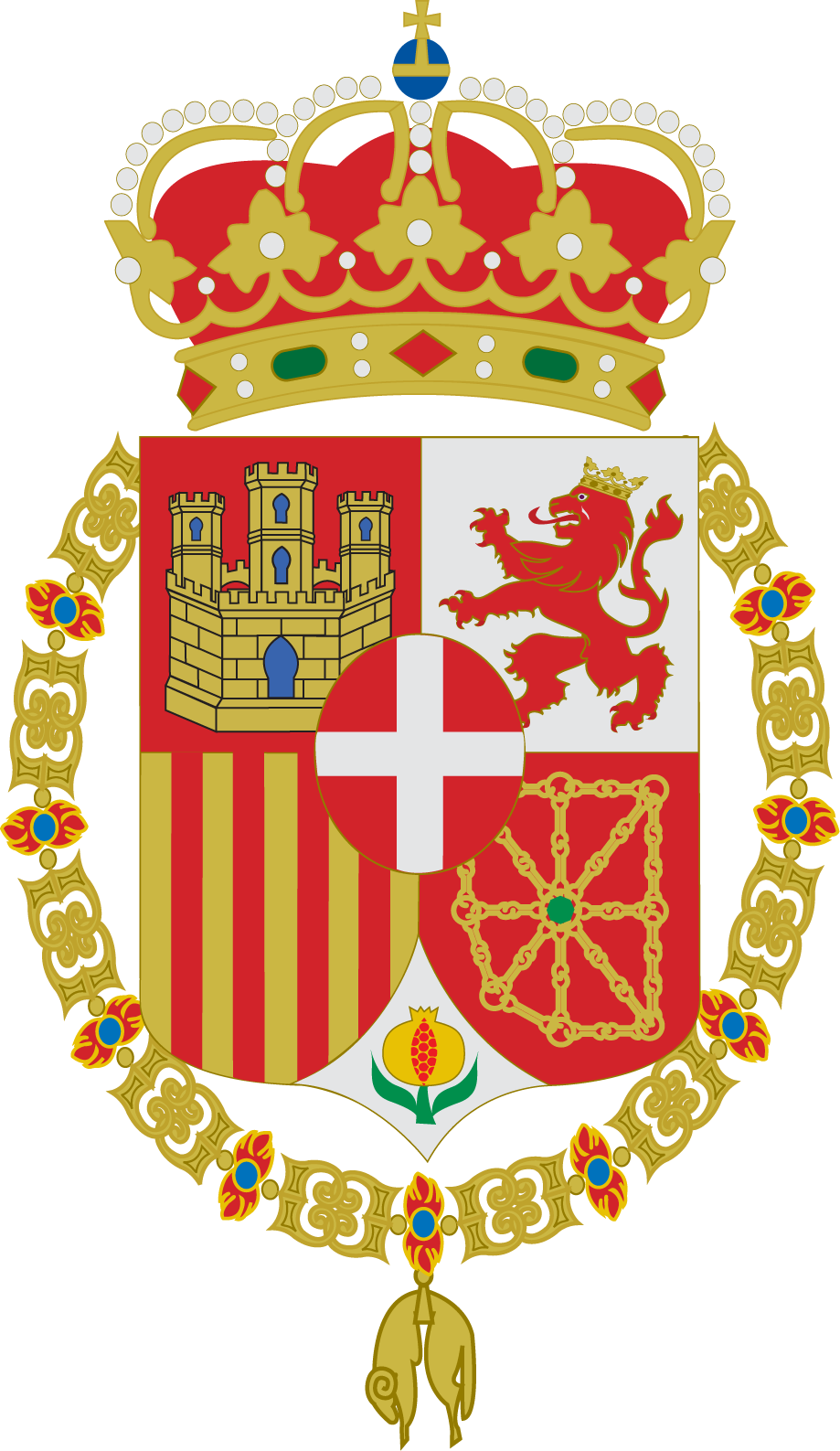
Amadeus I:s vapen som konung av Spanien